# Adam Ries

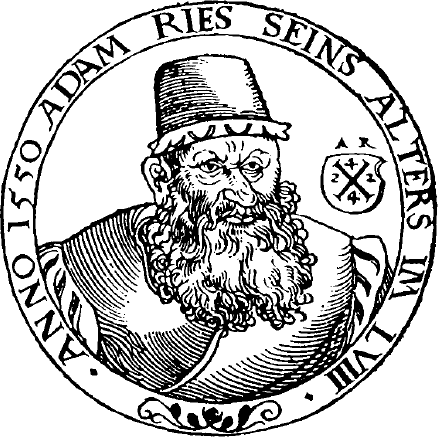
Podobizna Riesa, miedzioryt z 1550 r.

Adam Ries, w starej pisowni Riese, w jego dziełach Adam Risen (ur. 1492; zm. 30 marca 1559 w Annaberg) – niemiecki matematyk. 

## Życiorys
Data urodzin jest przybliżona, została ustalona na podstawie dołączonego do jego książki wydanej w 1550 r. miedziorytowego portretu, na którym znajduje się informacja, iż przedstawia Riesa w wieku 58 lat. Niewiele też wiadomo o jego rodzinie, dzieciństwie oraz pobieranych naukach, co może być równie dobrze spowodowane upływem czasu, jak i celową działalnością. Sam Adam Ries we wstępie do zachowanego rękopisu "Coß" z 1524 r. napisał, że urodził się w Staffelstein, a jego ojciec, właściciel młyna, nazywał się Contz Ries (Contz to miejscowość we Francji), natomiast jego matka, będąca drugą żoną ojca, nazywa się Ewa Kittler. 

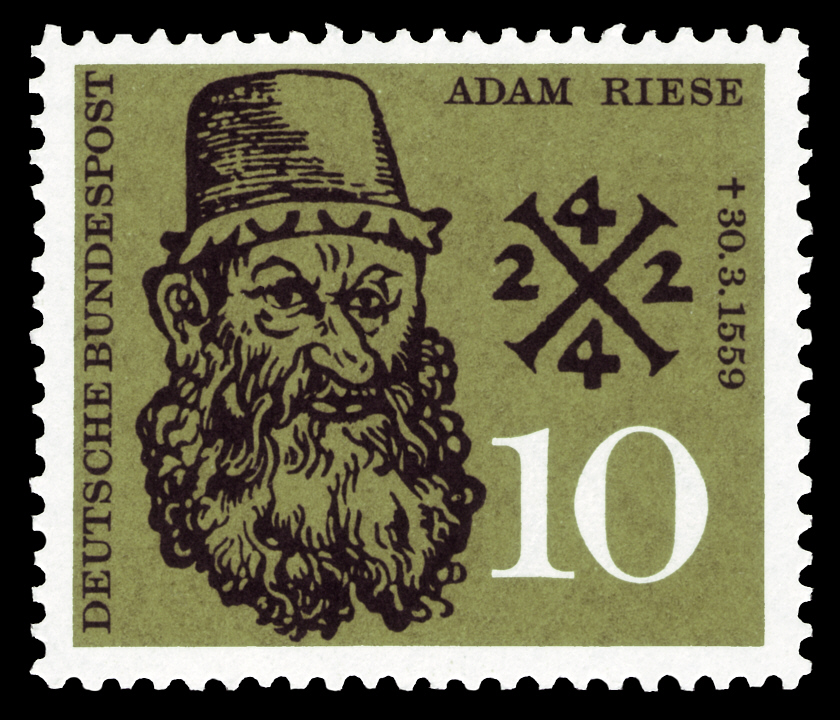
Niemiecki znaczek z okazji 400-lecia śmierci

W 1509 r. wraz z młodszym bratem uczęszczali do łacińskiej szkoły w Zwickau. Po jej ukończeniu Adam zamieszkał w Erfurcie. Uczył tam matematyki i samodzielnie napisał dwa podręczniki do matematyki, które wkrótce wydrukowano. 22 kwietnia 1517 r. Adam Ries wraz z bratem stawali przed sądem prawa miejskiego Staffelstein w sprawie podziału spadku. W 1522 albo 1523 r. Adam osiadł już na stałe w górniczym mieście Annaberg. Wkrótce potem napisał podręcznik algebry pt. "Coß" wydrukowany dopiero w 1992 r.
W 1525 r. zawarł związek małżeński w miejscowym kościele św. Anny z córką Andreasa Leubera, majstra ślusarskiego z Freiberga – Anną. W tym samym roku zakupił dom przy Johannisgasse i po złożeniu przysięgi został obywatelem miasta Annaberg. Zarabiał na życie początkowo jako kontroler rachunków, a później jako księgowy w kopalni, w końcu został regionalnym kontrolerem księgowości (kontrolował księgowość kilku kopalni właściciela). W 1539 r. kupił poza granicami miasta niewielki folwark z nieużywaną budowlą fortyfikacyjną, wraz z nowymi budynkami, zwaną "Riesenburg" (miasto Riesa). 
Pochowany jest na terenie Riesenburga albo Annabergu, ale ta kwestia nie została dotąd wyjaśniona.

## Rodzina
Ries i jego żona mieli przynajmniej ośmioro dzieci. Adam, Abraham i Jakub zostali matematykami. Abraham był nadwornym matematykiem w Dreźnie na dworze kurfirsta. Izaak przeniósł się do Lipska i pracował jako mistrz miar i wag. Wydał drukiem w 1580 r. zbiór tabel i przykładów do przeliczania różnych jednostek pod tytułem Ein neues nutzbar gerechnetes Rechenbuch auf allerley Handtirung nach dem Centner- und Pfundgewicht… auch von allerley Maasz… Durch Isaac Riesen, Burger und Viesirer zu Leipzig. Abraham i Jakub zmarli w 1604 r. Adam wyjechał w góry Harzu. Ostatni znany syn, Paul, był posiadaczem ziemskim i sędzią w Thermalbad Wiesenbad. Trzy córki – Ewa, Anna i Sybilla – wyszły za mąż w rodzinnych okolicach. Ocenia się, że do dziś w Rudawach Czeskich żyje około 20 tys. potomków Riesa.

## Prace

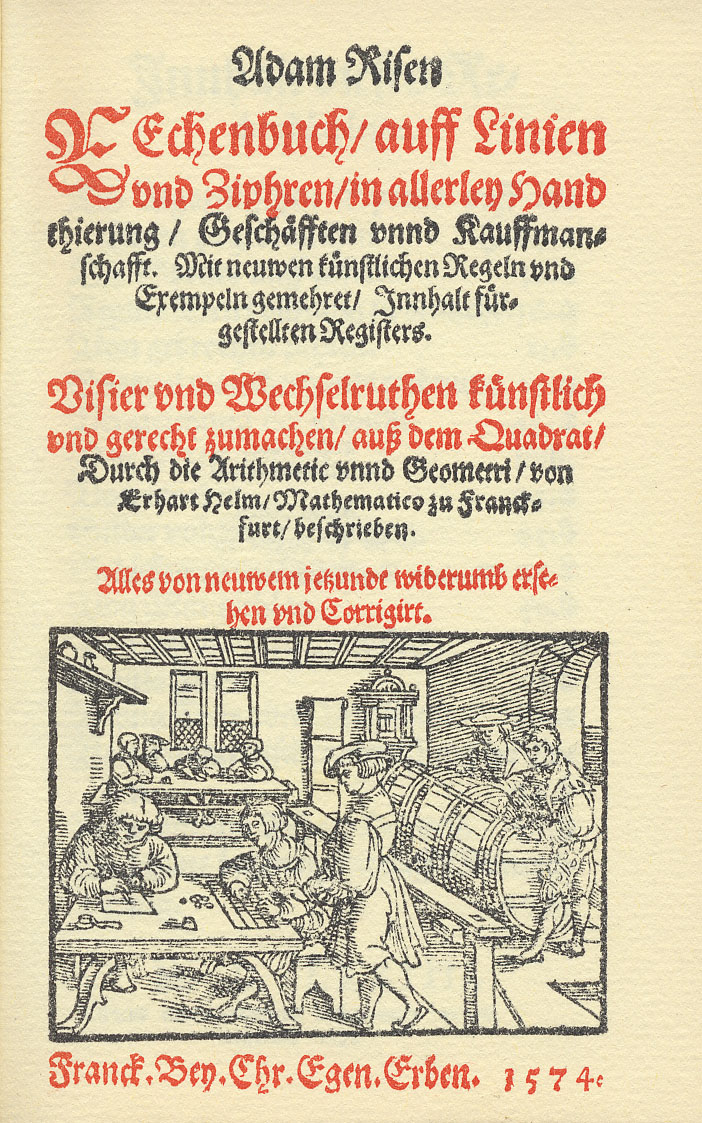
Podręcznik matematyki, wydanie z 1574 r.

Prace Ries pisał i wydawał po niemiecku, czym przyczynił się do rozwoju języka.
- Rechnung auff der linihen (Erfurt, 1518) – obliczenia w zakresie arytmetyki podstawowej z użyciem abakusa, druga edycja była przeznaczona dla dzieci.
- Rechenung auff der linihen und federn... (1522, Erfurt 1525): książkę wydano ponad 100 razy, uczyła arytmetyki, kwadratów magicznych. Przykłady obliczeń były zaczerpnięte z praktyki handlowej i rzemiosła.
- Coß (1524) w rękopisie, podręcznik algebry z opisem równań liniowych i kwadratowych, także z użyciem symboli. Wydany drukiem w 1992 r.
- Ein Gerechent Büchlein/ auff den Schöffel/ Eimer/ vnd Pfundtgewicht... (rękopis 1533, druk 1536): dzieło składało się z 116 tabel umożliwiających przeliczanie ilości towarów na ceny. Z założenia książka miała korzystających z niej uchronić przed oszustwami i własnymi pomyłkami.
- Rechenung nach der lenge/ auff den Linihen vnd Feder. (Lipsk 1550): syntetyczne ujęcie arytmetyki, zwłaszcza w zakresie dwóch pierwszych tytułów z położeniem nacisku na metody skracające i ułatwiające obliczenia. Do książki był dołączony miedziorytowy portret autora.

W podręcznikach Riesa widać podejście pedagogiczne nabyte podczas praktyki w szkole. Ries starał się przechodzić od konkretnych przykładów do uogólnień oraz od prostszych do bardziej złożonych. Starał się też przez częste powtórzenia dążyć do utrwalenia wcześniej zdobytej wiedzy. Praktycznie zrezygnował z obliczeń na cyfrach rzymskich, dając pierwszeństwo znacznie praktyczniejszym cyfrom arabskim. Z tego powodu jest nazywany ojcem współczesnej matematyki.

## Pomniki

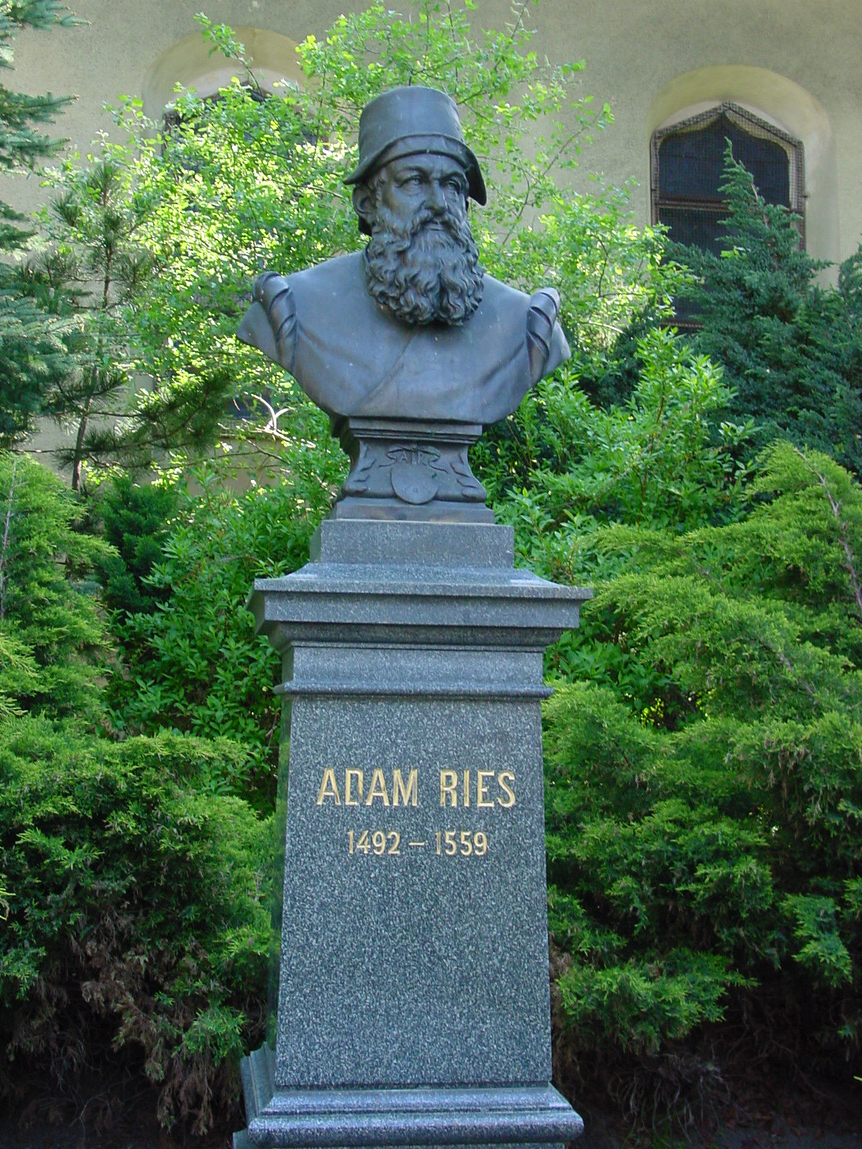
Pomnik Riesa w Annabergu

W Annabergu z okazji 400-lecia urodzin zasłużonego matematyka postanowiono ufundować pomnik. Przygotował go drezdeński artysta Henze. Jednak z powodu trudności ze zdobyciem pieniędzy na jego wynagrodzenie, poświęcenie pomnika nastąpiło 5 listopada 1893 r. W 1943 r. brązowy pomnik przetopiono na potrzeby hitlerowskiego wojska. Dziesięć lat później na jego miejscu stanęła kopia z piaskowca. Okazała się mało odporna na warunki atmosferyczne i w 1991 r. wykonano nową wersję. Ta w 1992 r. uległa poważnemu uszkodzeniu wskutek wandalizmu. Kolejnego odsłonięcia, pod kościołem św. Anny, dokonano w setną rocznicę odsłonięcia pierwszego pomnika. Przyczynił się do tego obecnie żyjący krewny uczonego.
Adama Riesa przypominają także tablice pamiątkowe ustawione w różnych miejscach, a Poczta niemiecka dotychczas wydała dwa znaczki pocztowe.